# Osgood (Ohio)
Osgood – wieś w Stanach Zjednoczonych, w stanie Ohio, w hrabstwie Darke.